# Владо Калембер
Владимир Владо Калембер (Струмица, 26. април 1953) југословенски је и хрватски рок певач.

## Каријера
Године 1978. основао је рок групу Сребрна крила. Заједно са Изолдом Баруџијом представљао је Југославију на Песми Евровизије 1984. године (Ћао аморе). Две године касније напушта Сребрна крила и започиње соло каријеру. Касније је био члан групе 4 аса са Јурицом Пађеном, Рајком Дујмићем и Аленом Исламовићем. Године 2012. поново окупља Сребрна крила.

## Приватни живот
Рођен је у Струмици, где му је отац био на служби као војно лице. Отац Мићо (родом из Оравца код Коренице) и мајка Јулка били су Личани. Када је напунио два месеца, са родитељима и старијом сестром Мијом преселио се у Загреб. У Загребу је одрастао, школовао се и остао живети у овом граду. Прву гитару му је купио отац, а први разглас деда по мајци. Био је у браку с виолончелисткињом Аном Руцнер са којом има једно дете, сина Даријана.
Једно од његових омиљених јела јесу црни рижото и салата од октопода.

## Дискографија
- Заљуби се (1982)
- Вино на уснама (1988)
- Чија си у души (1988)
- Седам ружа (1990)
- Све је то због тебе (1991)
- Ево ноћи, ево лудила (1994)
- Пјевај, радуј се (1996)
- Поноћ откуцава (1997)
- За љубав ме не питај (1999)
- Рано ми је заспати (2001)
- Волим те до неба (2004)

## Фестивали
- Кулминација (као вокал Сребрних крила), треће место, Београд '81
- Ромео и Јулија (као вокал Сребрних крила, са Мони Ковачић), четврто место, Љубљана '82
- Ћао аморе (дует са Изолдом Баруџијом), победничка песма, Скопље '84

Евросонг:
- Ћао аморе (дует са Изолдом Баруџијом), осамнаесто место, '84

Опатија:
- Романи (као вокал Сребрних крила и вокалном групом Загрепчанке), '82
- Праштам / Сезаме, отвори се (као вокал Сребрних крила), '83

МЕСАМ:
- Опрости за све (као вокал Сребрних крила), '84
- Да се ја питам, пето место, '88

Загреб:
- Наташа, '85
- Да имам срца два (са групом Cacadou look), '89
- Наша ноћ, 2005

Макфест, Штип:
- Добра ноћ, заљубљени, '88

Цавтатфест:
- Тужно око, '89
- Малена, '90

Златна палма, Дубровник:
- Тужно око, '89
- Полети, бијела голубице, '90

Мелодије морја ин сонца, Порторож:
- Ма, ја!, '90

Арена, Пула:
- Лова, '95

Сплит:
- Одох у морнаре, '96

Осфест, Осијек:
- Погледај на што сам спао ја, '97

Задарфест:
- Рано ми је, '99

Хрватски радијски фестивал:
- Шта ти могу ја, '98
- Златни шаран, '99
- Само да те мајка није родила, 2000.
- Откад си отишла (Вече легенди), 2001.
- Ја ноћас пијем, 2002.
- По теби знам што је жена, 2007.
- Једном кад одем, 2008.
- Ја сам сад у најбољим годинама, 2009.

Карневал фест, Кострена:
- Недостајеш ми ти, 2009.

Етнофест Неум:
- Поноћ откуцава, '97
- Ти немаш појма (Како ми је без тебе), 2002.
- Ако ти ме не волиш, 2006.
- Ноћима, данима, 2008.
- Ја не жалим, 2010.
- Љубио бих немам кога (са Аном Руцнер и Разбијачима чаша), 2014.

Међимурски фестивал забавне музике, Чаковец:
- Усне моје зову твоје име, 2010.

Охрид Фест:
- Љубав је тамо гдје си ти (Вече поп музике), прва награда стручног жирија, 2021.

### CMC festival,Водице
- Ако све то није љубав, 2025.